# 陳金鈴
陳金鈴，前無綫電視編劇、編審。1990年加入無綫電視成為編劇，2005年晉升為編審。其作品以人物性格獨特，對白抵死啜核見稱，例如《王老虎搶親》、《巴不得爸爸...》、《巴不得媽媽...》、《怒火街頭》、《熟男有惑》、《換樂無窮》等，都會看出陳氏的創作風格。2012年最佳男配角古明華在《巴不得媽媽...》飾演蘇基一角亦出自她的手筆。

## 編審／編劇列表

### 電視劇（無綫電視）
- 1991年：《我愛玫瑰園》編劇
- 1992年：《九反威龍》編劇、《我愛牙擦蘇》編劇
- 1993年：《居者冇其屋》編劇
- 1994年：《黃浦傾情》編劇
- 1999年：《全院滿座》編劇
- 2000年：《烈火雄心》編劇、《十月初五的月光》編劇、《生命有TAKE2》編劇、《碧血劍》編劇、《妙手仁心II》編劇
- 2001年：《封神榜》編劇、《皆大歡喜 (古裝電視劇)》編劇
- 2003年：《衞斯理》編劇、《心慌·心郁·逐個捉》編劇
- 2004年：《怪俠一枝梅》編劇、《七號差館》編劇、《一屋兩家三姓人》編劇
- 2005年：《阿旺新傳》編審+編劇（與劉彩雲合作）、《奪命真夫》編審+編劇（與梁敏華合作）、《情迷黑森林》編審+編劇（與黃國輝合作）
- 2006年：《愛情全保》編審+編劇、《東方之珠》編審+編劇（與黃國輝合作）
- 2008年：《野蠻奶奶大戰戈師奶》編審（與蔡淑賢、盧美雲合作）、《和味濃情》編審+編劇（與盧美雲合作）、《銀樓金粉》編審+編劇（與孫浩浩合作）
- 2009年：《王老虎搶親》編審+編劇（與蔡淑賢合作）、《巴不得爸爸...》編審+編劇
- 2010年：《依家有喜》編審、《女人最痛》編審（與孫浩浩合作）、《女王辦公室》編審（與朱鏡祺、盧美雲、李綺華合作）
- 2011年：《怒火街頭》編審（與劉彩雲合作）
- 2012年：《換樂無窮》編審+編劇（與梁恩東合作）、《巴不得媽媽...》編審+編劇
- 2013年：《熟男有惑》編審+編劇（與黃國輝合作）、《貓屎媽媽》編審（與黃國輝合作）
- 2015年：《倩女喜相逢》編審+編劇
- 2016年：《警犬巴打》編審+編劇、《流氓皇帝》編審+編劇
- 2017年：《全職沒女》編審+編劇、《蘭花刼》編審+編劇
- 2019年：《婚姻合伙人》編審+編劇（與雷秀蓮合作）、《好日子》編審+編劇（與蔡淑賢合作）